# Karin Nennemann
Karin Nennemann (* 1944 (Anm.) in Stargard) ist eine deutsche Schauspielerin.

## Leben
Nennemann erhielt ihre künstlerische Ausbildung in Hamburg. Sie debütierte am Schauspielhaus Bochum und begann danach in Heidelberg ein Studium der Pädagogik für Deutsch und Geschichte. Daran anschließend unterrichtete sie in einem Modellversuch in Hannover autistische Kinder. Mitte der 1980er Jahre wandte sich Nennemann wieder dem Theater zu und hatte in der Spielzeit 1984/85 ein Engagement am Hamburger Ernst-Deutsch-Theater, an dem sie auch in späteren Jahren immer wieder gastierte. Weitere Stationen ihrer Bühnenlaufbahn waren das Schauspiel Essen, das Frankfurter Theater am Turm, das Theater in Heidelberg, die Staatstheater in Darmstadt, Kassel und Stuttgart sowie wiederum in Hamburg die Kammerspiele und das Thalia Theater. Nennemann arbeitete mit Regisseuren wie Hansgünther Heyme, Elke Lang, Wilfried Minks, Wolf-Dietrich Sprenger, Kay Voges, Lilly Sykes sowie Thomas Krupa, in dessen Inszenierung des Stückes Chroma von Werner Fritsch sie während des Berliner Theatertreffens 2001 Elisabeth Flickenschildt darstellte. 1995 wurde sie mit dem Monolog „Die Amerikanerin“ von Nikolai Koljada nach Jekaterinburg eingeladen.
Weitere Rollen waren Frau Alving in Gespenster von Henrik Ibsen, Iokaste in König Ödipus von Sophokles, Klytämnestra in Ein Sportstück von Elfriede Jelinek, Vivian in Lucky Happiness von Noah Haidel und Fermina Daza in Die Liebe in den Zeiten der Cholera von Gabriel García Márquez, „Susanna – Trilogie des Wiedersehens“, „Elisabeth – Richard der Dritte“, Deborah „Hiob“ von Joseph Roth (Regie Thomas Bockelmann). Seit den 1980er Jahren steht Nennemann auch immer wieder vor der Kamera. Sie wirkte zudem in einigen Hörbüchern, Features und Hörspielproduktionen des Norddeutschen Rundfunks mit.
Neben ihren schauspielerischen Tätigkeiten unterrichtet Nennemann im Fach Rollenarbeit an der Schauspielschule Bühnenstudio Hamburg.
Nennemann lebt in Hamburg. Bis zu dessen Tod war sie mit dem Sozialwissenschaftler Götz Rohwer verheiratet.

## Filmografie (Auswahl)
- 1985: Sonnenschauer
- 1987: Komplizinnen
- 1991: Sisi und der Kaiserkuß
- 1991: Ein Heim für Tiere – Strandgut
- 1992: Probefahrt ins Paradies
- 1993: Die Denunziantin
- 1996: Die Männer vom K3 – Eine saubere Stadt
- 1998: Der Campus
- 1998: Babyraub – Kinder fremder Mächte
- 2000: Doppelter Einsatz – Blutroter Mond
- 2002: Heim (Kurzfilm)
- 2003: Mann gesucht, Liebe gefunden
- 2004: Tatort – Verlorene Töchter
- 2011: Der Philatelist (Kurzfilm)
- 2011: Heiter bis tödlich: Nordisch herb – Killerbienen über Husum
- 2012: Die Pfefferkörner – Strahlender Tee
- 2014: Ein Sommer in Amsterdam
- 2015: Sibel & Max – Eltern auf Probe
- 2015: Rote Rosen (2 Folgen als Helga Reger)
- 2019: SOKO Wismar – Tote Katze, toter Lehrer
- 2019: Assandira – Regie Salvatore Mereu
- 2020: Run – SKY
- 2023: SOKO Hamburg – Ausgeliefert
- 2023: Großstadtrevier – Träumen auf spanisch
- 2023: Tatort: Gold

## Hörspiele und Hörbücher (Auswahl)
- 1995: Niederlage – Regie: Corinne Frottier
- 1996: Tod des Moderators – Regie: Ulrich Lampen
- 1998: Panik – Regie: Annette Jainski
- 2012: Heeresbericht – Regie: A. Karmers
- 2012: Emmy Hennings: Das Märchen ist zu Ende – Regie: A. Karmers
- 2017: Vorwärts – Regie: A. Karmers
- 2017: Der goldene Handschuh – Regie: Martin Zylka